# Sociale stratificatie

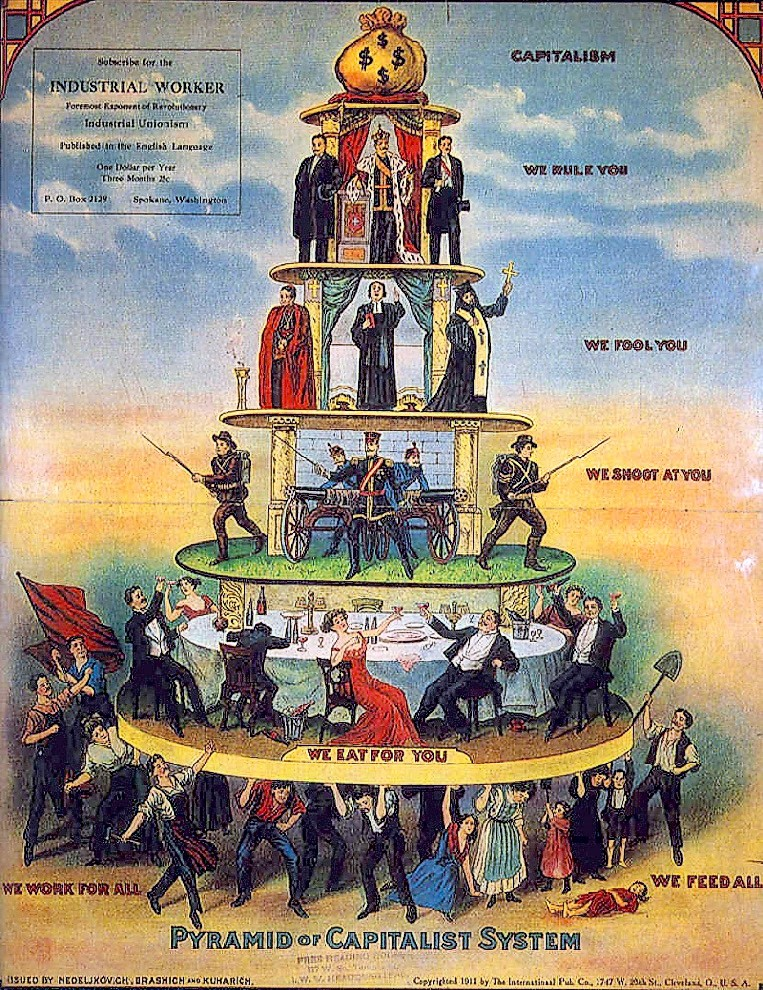
Socialistische propagandaposter van de IWW die het kapitalisme verbeeldt. De arbeider (wij werken voor allen; wij voeden allen) staat onderaan de toren en dient om de burgerij (wij eten voor je), het leger (wij schieten op je), de kerk (wij bedriegen je) en de regering (wij besturen je) in stand te houden. Gepubliceerd in de Industrial Worker, 1911

Sociale stratificatie is het indelen van groepen mensen in maatschappelijke lagen waartussen een ongelijkheidsverhouding bestaat. Het indelen gebeurt op basis van sociale categorieën, zoals geslacht, opleidingsniveau of etniciteit. De ongelijkheidsverhouding uit zich in de ongelijke toegang tot materiële waarden, waaronder inkomen en bezit, en immateriële waarden, waaronder aanzien en macht. Het begrip is ontleend aan het Latijnse stratificare, de combinatie van strātum (parallelle, horizontale laag; gaat terug op strātus, uitspreiding) en facere (doen, maken).
Sociale stratificatie is een geïnstitutionaliseerd proces. Dat wil zeggen dat stratificatie niet ontstaat als gevolg van individueel handelen, maar als gevolg van formele en informele normen in een samenleving. Voorbeelden van stratificerende instituties zijn de verschillende waarderingen voor bepaalde soorten arbeid (informele zorg wordt zelden betaald), de vereiste om Nederlands te spreken om in aanmerking te komen voor bijstand of de grotere kans op een baan onder mensen met een langere opleiding. Deze normen bevoordelen bepaalde sociale categorieën (mannen, werkenden, mensen van Nederlandse afkomst, hoogopgeleiden) over andere categorieën (vrouwen, werklozen, mensen van buitenlandse afkomst, laagopgeleiden).
Er zijn verschillende manieren waarop samenlevingen een stratificatiestelsel kunnen legitimeren. Een extreem voorbeeld hiervan is de verwijzing naar goddelijke afstamming. Andere voorbeelden zijn subtieler en hebben betrekking op de stratificerende instituties. Zo wordt soms gesteld dat hoger opgeleiden meer bijdragen aan het algemeen welzijn (meritocratie) of dat informele zorgtaken, veelal uitgevoerd door vrouwen, niet betaald hoeven te worden omdat ze onderdeel vormen van het gezinsleven. 

## Ontstaan van sociale stratificatie
De ontwikkeling van sociale stratificatie in een maatschappij start zodra rijkdom kan worden geaccumuleerd.

### Jager-verzamelaar samenlevingen
Jager-verzamelaars joegen en verzamelden in groepsverband, omdat dit veel efficiënter was. Het verdelen van het voedsel - collectief delen - werd dan ook als een sociale norm gezien. In zulke leefomstandigheden is er geen sprake van ongelijkheid (en er is dus ook geen sociale stratificatie), het is immers onmogelijk voedsel te accumuleren dat daarna ongelijk zou kunnen worden verdeeld.

### Sedentaire samenlevingen
Na de sedentaire vestiging in zeer vruchtbare omgevingen, werd het sociale leven steeds meer gekenmerkt door ongelijkheid. Werk in de landbouw vereist minder coöperatie met andere families, waardoor het verdelen van voedsel niet langer tussen maar binnen families gebeurde. Collectieve jacht verdwijnt op de achtergrond en collectief delen is niet langer de norm. Anders dan bij jachtgronden, kan men individueel landbouwgronden opeisen.
Landbouw zorgt voor een toenemende ongelijkheid. Families met voldoende en geschikte toegeëigende grond beschikken sneller over voldoende middelen om een tweede akker te bewerken, daarna volgt een derde akker, etc. Middelen zoals grond zijn doorgaans niet in overvloed beschikbaar en dus eigent één groep een grond op ten koste van een andere groep. De introductie van landbouw leidt dus de facto tot het ontstaan van sociale stratificatie.
Een andere cruciale factor in het ontstaan van sociale stratificatie, bestaat uit het ontstaan van klassen. In essentie komt dit neer op het ontstaan van een ongelijke toegang tot de beschikbare productiemiddelen, zoals machines, gereedschap maar vooral ook grond. Schaarste zorgt hierbij voor toename van sociale ongelijkheid. Klassen ontstonden dankzij landbouw. Bevolkingsgroei en een intenser wordende landbouw met steeds kleiner wordende beschikbare gronden per persoon zorgt voor bevolkingsdruk. Die bevolkingsdruk zorgt voor competitie want landbouwgrond wordt schaars. Iedere groep of familie probeert een stuk grond te bemachtigen maar er zijn niet langer voldoende landbouwgronden beschikbaar om iedereen zichzelf te laten voorzien van voedsel. Bepaalde groepen worden dus afhankelijk voor hun voedselvoorziening van andere, meer succesvolle groepen. Die afhankelijkheid uit zich logischerwijze in ongelijkheid. De sterke groepen (of families) zijn in staat hun grond te verdedigen. 
Als eenmaal een groep zich boven een andere groep heeft geplaatst, zal zij altijd proberen de ongelijkheid te bestendigen in de vorm van coalities met andere sterke groepen en door het ontwikkelen van erfrecht. Zo wordt de kloof tussen arm en sterk steeds groter.

## Soorten stratificatiestelsels
Er bestaan ten minste vier soorten stratificatiesystemen. De drie traditionele systemen zijn de slavenmaatschappij, de kastenmaatschappij en de standenmaatschappij. In deze systemen wordt de indeling in strata grotendeels gebaseerd op toegeschreven kenmerken, namelijk geboorteafkomst. Het vierde systeem is de klassenmaatschappij. Ontstaan als onderdeel van de maatschappelijke modernisering, wordt de indeling in strata daar grotendeels gebaseerd op verworven kenmerken, namelijk de toegang tot productiefactoren.

### Slavenmaatschappij
Bijna elke bekende landbouwsamenleving kende slavernij. Pas de laatste 1.000 jaar wordt slavernij als economisch systeem ernstig in twijfel getrokken. Krijgsgevangenen vormden de basis voor slavernij. Waar gevangenen voor een nomadisch volk eerder een last zijn, is dat bij sedentaire landbouwbeschavingen helemaal niet het geval. Integendeel zelfs, de gevangenen kunnen op productieve wijze worden ingezet, bijvoorbeeld bij het bewerken van gronden. In zulke samenlevingen is er immers voortdurend nood aan extra arbeidskrachten. Er zijn tal van voorbeelden waarbij men slavernij als een volwaardig economisch systeem hanteerde, onder andere het oude China, Griekenland, Rome, het 18e-eeuwse Latijns-Amerika en 19e-eeuwse Noord-Amerika.

### Kastenmaatschappij
De kastenmaatschappij is een uiterst geraffineerd systeem, gericht op de legitimatie van sociale stratificatie. De ordening van mensen op basis van eer of prestige is het uitgangspunt van dit stratificatiestelsel. Eer kan bijvoorbeeld worden toegekend op basis van een positieve maatschappelijke evaluatie van niet-economische kenmerken zoals etniciteit, ras en/of religieuze status. Deze niet-economische kenmerken worden dan gekoppeld aan economische posities (bijvoorbeeld grondbezit of uitoefening van een beroep). Mensen die deel uitmaken van een bepaalde religie of ras, kunnen bijvoorbeeld uitgesloten worden van bepaalde categorieën beroepen. Joden mochten bijvoorbeeld alleen als slecht beschouwde beroepen uitoefenen zoals arts of bankier, dat is een typerend voorbeeld van sociale stratificatie binnen een kastenstelsel. Mensen kunnen ook onrein geboren worden (een religieuze status) op basis van slechte prestaties in een vorig leven, hetgeen impliceert dat ze niet kunnen opklimmen op basis van tijdens hun leven verworven vaardigheden. Hun positie in de sociale stratificatie ligt vast van bij de geboorte en is dus onveranderlijk.
Het koppelen van niet-economische kenmerken aan economische kenmerken, heeft een duidelijk legitimerende functie. Als mensen zélf geloven dat ze inferieur zijn omwille van een onveranderbaar beschouwde eigenschap, dan zullen ze de consequenties van hun vermeende inferioriteit ook sneller aanvaarden.
Een hedendaags voorbeeld van het kastensysteem, is India.

### Standenmaatschappij
De standenmaatschappij is met name bekend uit de Europese Middeleeuwen. Er werden drie standen onderscheiden. Aan de top stond de geestelijkheid, vlak daarna kwam de adel, en onderaan stonden de boeren. Deze standen waren vrijwel gesloten en toegang tot een stand werd in grote mate bepaald door geboorte.

### Klassenmaatschappij
De klassenmaatschappij is tegenwoordig in de meeste landen het gangbare stratificatiesysteem. Toegang tot een klasse hangt af van de positie in het productiesysteem. Alhoewel er geen overeenstemming is over de exacte afbakening van klassen, is de indeling min of meer als volgt. De bovenklasse wordt gevormd door grootaandeelhouders en hogere leidinggevenden, de hogere middenklasse door technici en kantoorpersoneel, de lagere middenklasse door geschoold dienstverlenend personeel en geschoolde routinearbeid, en de onderklasse door laaggeschoolde arbeid. Deze klassen zijn in grotere mate open dan de strata in traditionele stratificatiesystemen. Men kan bijvoorbeeld toegang krijgen tot een hogere klasse door het volgen van een opleiding of het opdoen van werkervaring.

## Belangrijke denkers
Bij Karl Marx speelde het begrip klasse en vooral de klassenstrijd een centrale rol. Hoewel hij meerdere klassen onderscheidde, draaide het in de klassenstrijd om het proletariaat, de arbeidersklasse die geen toegang heeft tot het kapitaal, en de bourgeoisie, de kapitalistische klasse. Marx besprak vooral een economische klasse waarbij lidmaatschap van een klasse afhankelijk is van iemands toegang tot productiemiddelen (kapitaal). Hij baseerde zich daarbij op de Engelse klassieke economen, met name Smith en Ricardo, en op het Franse utopisch socialisme van Saint-Simon.
Max Weber maakte onderscheid tussen klasse, stand en partij. Vooral Amerikaanse sociologen hebben dit uitgewerkt tot een zogenaamd driedimensionaal model van sociale stratificatie waarin klasse, status en macht elk een rol spelen. Een bepaalde groep kan daarbij hoog aangeschreven staan in de ene dimensie, maar laag in de andere.
Pierre Bourdieu heeft deze indeling gebruikt voor zijn theorieën over economisch, sociaal en cultureel kapitaal. Hij legde hierbij een sterke nadruk op de resulterende levensstijl en de esthetische voorkeuren.